# Ordine al merito (Repubblica Centrafricana)
L'Ordine al Merito è un ordine cavalleresco della Repubblica Centrafricana.

## Storia
L'Ordine è stato fondato il 20 giugno 1959 da David Dacko.

## Classi
L'Ordine dispone delle seguenti classi di benemerenza:
- Collare
- Cavaliere di Gran Croce
- Grand'Ufficiale (dal 13 ottobre 1961)
- Commendatore
- Ufficiale
- Cavaliere

## Insegne
- Il collare è l'insegna del Presidente della Repubblica Centrafricana
- Il nastro è rosso con una stretta striscia blu e bianca a sinistra e una stretta striscia gialla e verde a destra.

| Nastri    |           |              |                 |                         |
| Cavaliere | Ufficiale | Commendatore | Grand'Ufficiale | Cavaliere di Gran Croce |